# OBN Star Model
OBN Star Model è un reality show bosniaco, basato sul format americano America's Next Top Model, in onda su OBN.
La vincitrice riceve un contratto con un'agenzia di modelle e la possibilità di entrare nel settore della moda.
La prima edizione fu vinta dalla ventiduenne Jelena Jugović, mentre la seconda, aperta anche agli uomini, fu vinta da Vedran Pajo.
La concorrente della prima edizione Andrea Akmadžić, ha fatto anche parte del cast della prima edizione di Hrvatski Top Model, versione croata dello show, classificandosi sesta.

## Edizioni
| Edizione | Première       | Vincitrice     | Seconda/i classificata/i                                                                       | Altri concorrenti | Numero di concorrenti | Destinazione internazionale |
| -------- | -------------- | -------------- | ---------------------------------------------------------------------------------------------- | --- | --------------------- | --------------------------- |
| 1        | 19 aprile 2009 | Jelena Jugović | Majra Demirović                                                                                | Lejla, Irma Čandžić, Irvela Zahirović, Andrea Akmadžić, Nataša Arsić-Velo, Enisa Hadžalić, Dijana Kaljković, Sašana Ivanović, Nehla Hasanhodžić, Maja Miletić, Jelena Blagojević, Jelena Urukalo | 14                    | Ragusa                      |
| 2        | 27 marzo 2010  | ♂ Vedran Pajo  | ♂ Edin Gruzaković ♀ Ira Petrović ♀ Nikolina Nikolić ♀ Sanela Čizmo ♀ Sonja Marić ♀ Vanja Sužić | ♀ Dragana Božić, ♂ Nedim Abazi, ♂ Almin Petković, ♂ Anel Muraspahić, ♀ Dijana Bratić, ♂ Dino Vugdalić, ♂ Enes Vugdalić, ♂ Nermin Vugdalić                                                        | 15                    | Spalato Budua               |